# Amphitornus coloradus
Amphitornus coloradus är en insektsart som först beskrevs av Thomas, C. 1873.  Amphitornus coloradus ingår i släktet Amphitornus och familjen gräshoppor.

## Underarter
Arten delas in i följande underarter:
- A. c. coloradus
- A. c. saltator